# Sorvilán
Sorvilán es una localidad y municipio español situado en la parte oriental de la comarca de la Costa Granadina, en la provincia de Granada, comunidad autónoma de Andalucía. A orillas del mar Mediterráneo, este municipio limita con los de Polopos, Torvizcón, Albondón y Albuñol.
El municipio sorvilanero comprende los núcleos de población de Melicena, Sorvilán —capital municipal—, Los Yesos y Alfornón.

## Símbolos
Sorvilán cuenta con un escudo y bandera adoptados oficialmente el 22 de marzo de 2001.

### Escudo
Su descripción heráldica es la siguiente:

De sinople (verde), torre de plata (blanco), mazonada de sable (negro) y aclarada de sinople, sobre ondas de plata y azur (azul), acompañada de dos hojas de serbo de oro (amarillo). Al timbre, corona real cerrada.

Las hojas de serbo representan al topónimo "Sorvilán", que deriva de "servalan" («bosque de serbos»), y la torre medieval representa el castillo del barranco del Madroño. El fondo verde de la parte superior simboliza el cultivo de viñedos y almendros, mientras que el azul de la parte inferior, el mar.

### Bandera
La enseña del municipio tiene la siguiente descripción:

Rectangular, de proporciones 2:3, formada por tres franjas horizontales en proporciones 2/3, 1/6 y 1/6, siendo verde con una torre blanca acompañada de dos hojas de serbo amarillas la superior, blanca la intermedia y azul la inferior.

## Historia
La historia de Sorvilán se inicia posiblemente durante los siglos X o XI, cuando ya existiera como alquería. Se estableció en esta época el sistema de riego característico de la comarca: nacimientos de agua que llenan albercas desde donde se conducen a las tierras de cultivo a través de acequias. Probablemente el cultivo del viñedo ya estuviera introducido aunque destinado a la producción de uva de mesa y pasas.
En el siglo XIV se construyó la torre fortificada de Melicena por los nazaríes, sobre otra anterior. En esta misma época los bereberes fundaron Alfornón, al norte del actual municipio. La rendición de los moriscos sublevados en la Alpujarra el 8 de marzo de 1500 desembocó en el creación del señorío de Torvizcón por parte de la Corona. A él perteneció Sorvilán hasta bien entrado el siglo XIX.
En 1571 comenzó la repoblación de la zona con 2423 familias procedentes de León, Galicia, Asturias y Castilla. Una vez finalizado este proceso de repoblación comenzó la masiva roturación de tierras y la desaparición progresiva de los bosques de encinares de la zona. Se introdujo el viñedo por toda la comarca, destinado ya a la elaboración de vinos.
A finales del siglo XVII el señorío pasó por vía de enlace matrimonial al conde de Cifuentes, Fernando Silva y Zapata-Portocarrero. En esa época se inicia una fase de esplendor. El cultivo del viñedo se extendía por toda la vertiente sur de la Contraviesa, hasta el mar. Las uvas de la parte alta, al ser más difícil su maduración, se destinaban a la producción de aguardiente; en Alfornón llegaron a existir cinco destilerías. Las de la vertiente media, lo que abarcaría las laderas que rodean al núcleo de Sorvilán, se destinaban a la producción de vino y a la elaboración del famoso “espíritu del vino”. Las de la parte más baja, que corresponderían a la zona de Melicena, El Saltadero, Los Yesos y los caseríos colindantes, se destinaban a la producción de la pasa. El cultivo de la morera también tuvo su importancia: sus hojas se transportaban a las fábricas de seda de la Alpujarra Alta, sobre todo a Ugíjar.
Conforme avanza el siglo, la zona se fue estabilizando y la colonización y roturación de nuevas tierras creció a gran ritmo lo que se tradujo en un aumento de la población.
En el siglo XIX la población del municipio se vio reducida a la mitad al emanciparse Polopos junto con sus futuros anejos: Portuguillos, Haza del Trigo, La Mamola o Torre del Cautor. La zona permaneció estable tanto económica como socialmente hasta fin de siglo, cuando la llegada de la filoxera acabó con el cultivo de la vid. Los habitantes de la zona se convirtieron en propietarios de algunas tierras que hasta este momento habían pertenecido al señorío.
Con la llegada del siglo XX comenzó la progresiva decadencia económica de la zona a pesar de que renació el cultivo del viñedo y se introdujo de forma masiva el almendro.

## Geografía

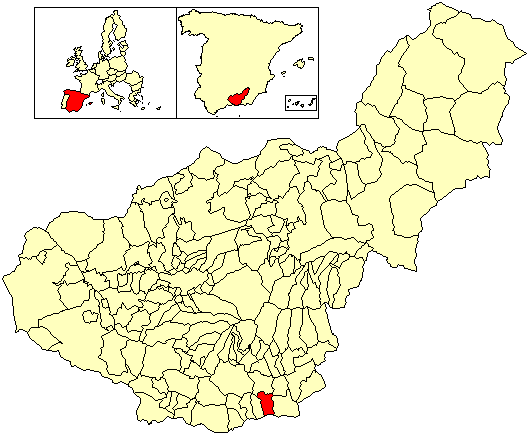
Extensión del municipio en la provincia de Granada

### Ubicación
Integrado en la comarca de Costa Granadina, se encuentra situado a 98 kilómetros de la capital provincial. El término municipal está atravesado por la autovía A-7 y la carretera N-340 entre los pK 363 y 366.
El relieve del municipio es montañoso, formando parte de la cara sur de la sierra de la Contraviesa, perteneciente al Sistema Penibético. La altitud del municipio oscila entre los 1300 metros y el nivel del mar en la playa de Melicena. El brusco desnivel origina numerosas ramblas y barrancos que descienden hacia el mar. El pueblo se alza a 758 metros sobre el nivel del mar.
| Noroeste: Torvizcón                  | Norte: Torvizcón      | Nordeste: Albondón                  |
| Oeste: Polopos                       |                       | Este: Albuñol                       |
| Suroeste: Polopos y mar Mediterráneo | Sur: mar Mediterráneo | Sureste: mar Mediterráneo y Albuñol |

### Playas
Sorvilán cuenta con cuatro playas, que incluye una pequeña parte de la playa de La Mamola —entre el municipio sorvilanero y Polopos—, así como las de Los Yesos, Las Cañas y Melicena.

## Demografía
Cuenta con una población de 511 habitantes (INE 2024), que se distribuyen de la siguiente manera:
| Unidad poblacional | Hab. |
| ------------------ | ---- |
| Melicena           | 187  |
| Sorvilán           | 171  |
| Los Yesos          | 102  |
| Alfornón           | 75   |
| TOTAL              | 535  |

| Gráfica de evolución demográfica de Sorvilán entre 1842 y 2021                                                      |
| |
| Población de derecho según los censos de población del INE Población de hecho según los censos de población del INE |

## Economía

### Evolución de la deuda viva municipal
| Gráfica de evolución de la deuda viva del Ayuntamiento de Sorvilán entre 2008 y 2019                                |
| |
| Deuda viva del Ayuntamiento de Sorvilán en miles de euros según datos del Ministerio de Hacienda y Función Pública. |

## Administración y política
Los resultados en Sorvilán de las últimas elecciones municipales, celebradas en mayo de 2023, son:
| Elecciones Municipales - Sorvilán (2023) | Elecciones Municipales - Sorvilán (2023) | Elecciones Municipales - Sorvilán (2023) | Elecciones Municipales - Sorvilán (2023) | Elecciones Municipales - Sorvilán (2023) |
| Partido político                         | Partido político                         | Votos                                    | % Válidos                                | Concejales                               |
| ---------------------------------------- | ---------------------------------------- | ---------------------------------------- | ---------------------------------------- | ---------------------------------------- |
|                                          | Partido Socialista Obrero Español (PSOE) | 169                                      | 59,50 %                                  | 4                                        |
|                                          | Partido Popular (PP)                     | 111                                      | 39,08 %                                  | 3                                        |

### Alcaldes
| Legislatura | Nombre                     | Grupo     |
| ----------- | -------------------------- | --------- |
| 1979-1983   | Faustino Extrabot Archilla | UCD       |
| 1983-1987   | Mateo Manrique Rodríguez   | AP/PDP/UL |
| 1987-1991   | Matías Rodríguez García    | PSOE      |
| 1991-1995   | Matías Rodríguez García    | PSOE      |
| 1995-1999   | Matías Rodríguez García    | PSOE      |
| 1999-2003   | Matías Rodríguez García    | PSOE      |
| 2003-2007   | María Elena Maldonado Puga | PP        |
| 2007-2011   | Matías Rodríguez García    | PSOE      |
| 2011-2015   | Matías Rodríguez García    | PSOE      |
| 2015-2019   | María Pilar Sánchez Sabio  | PSOE      |
| 2019-2023   | María Pilar Sánchez Sabio  | PSOE      |
| 2023-act.   | María Pilar Sánchez Sabio  | PSOE      |

## Comunicaciones

### Carreteras
Las principales vías de comunicación que transcurren por el municipio son:
| Identificador | Denominación                           | Itinerario             |
| ------------- | -------------------------------------- | ---------------------- |
| A-7           | Autovía del Mediterráneo               | Algeciras - Barcelona  |
| N-340         | Carretera del Mediterráneo             | Cádiz - Barcelona      |
| A-4131        | De A-348 a Albuñol                     | Los Tablones - Albuñol |
| GR-5203       | De GR-5204 (La Contraviesa) a Alfornón | GR-5204 - Alfornón     |
| GR-5204       | De A-4131 a A-345 (Contraviesa)        | Haza del Lino - A-345  |
| GR-6203       | De A-4131 a N-340                      | Sorvilán - Los Yesos   |

Algunas distancias entre Sorvilán y otras ciudades:
| Ciudades | Distancia (km) |
| -------- | -------------- |
| Motril   | 39             |
| Almería  | 89             |
| Granada  | 98             |
| Jaén     | 188            |
| Murcia   | 307            |

## Servicios públicos

### Sanidad
El municipio cuenta con tres consultorios médicos de atención primaria situados uno en la calle Real s/n de Melicena, otro en la calle La Paz s/n de Sorvilán, y el otro en la calle Real de Alfornón s/n de Alfornón, dependientes todos ellos del Área de Gestión Sanitaria Sur de Granada. El servicio de urgencias está en el centro de salud de Albuñol y el área hospitalaria de referencia es el Hospital Santa Ana de Motril.

### Educación
El único centro educativo que hay en el municipio es:
| Denominación genérica           | Nombre del centro                                | Naturaleza | Dirección      |
| ------------------------------- | ------------------------------------------------ | ---------- | -------------- |
| Sección de educación permanente | SEP Sorvilán-Melicena-Los Yesos-Alfondón-Polopos | Público    | Av. Nueva, s/n |

## Cultura

### Fiestas
El 5 de enero se celebra en Sorvilán la tradicional cabalgata de Reyes Magos, de marcado carácter vecinal, que incluye verbena. La fiesta de San Antón —o fiesta de "Los Chiscos"— tiene lugar el 16 de enero tanto en Sorvilán como Alfornón. Se encienden hogueras al anochecer, hay degustación de productos de la matanza y de los vinos nuevos.
Cada 2 de febrero se celebra el día de la Candelaria en Melicena, con hogueras al atardecer en la playa.
En el tercer fin de semana de abril tiene lugar el Día de la Cultura Tradicional en Alfornón, fiesta de las tradiciones donde el pueblo se convierte en escenario de su cultura intangible y los propios vecinos en actores. Con exposiciones, tradición oral y degustación de asadura matancera, etc. El 25 de abril se festeja San Marcos en Sorvilán y Alfornón, con misa y procesión. Hay una romería, con bendición de los campos y animales.
El segundo sábado del mes de mayo se celebra un concurso gastronómico denominado "Guiso del Choto". Cocineros venidos de toda la región de Andalucía Oriental preparan su receta de choto en la plaza del pueblo con la leña aportada por la organización. Son quince participantes que muestran sus dotes culinarias a los cinco miembros del jurado y al resto de los asistentes que degustan los guisos y vinos de la zona aportados por los propios vecinos.
Las Hogueras de San Juan tienen lugar en la madrugada del 24 de junio en la costa de Melicena, con moraga, verbena y baño en el mar. El primer fin de semana de agosto son las fiestas patronales de Los Yesos, con actividades lúdicas, culturales y deportivas. También la fiesta de San Cayetano, patrón de Sorvilán, se celebra por esas fechas, con verbena nocturna, actividades culturales y deportivas, degustación de migas y exposiciones sobre la cultura tradicional de la zona.
La fiesta de San Roque, patrón de Alfornón, son el 16 y 17 de agosto, con procesión del santo, también con verbena nocturna, actividades culturales, deportivas y lúdicas. Las fiestas patronales de Melicena tienen lugar a mediados de agosto, sin fecha fija, con actividades similares al resto de los núcleos.
En Navidad destaca el Día de la Rosca en Alfornón, el 26 de diciembre, tradición en la que los miembros de la comisión de fiestas recorren el pueblo con una rosca de pan sostenida en una caña. Cantan y bailan hasta el amanecer.